# 앞산터널로
앞산터널로(Apsan tunnel-ro)는 대구광역시 달서구 상인동 대곡삼거리(상인교)와 수성구 범물동 범물육교를 잇는 대구광역시의 도로이다. 건설 당시에는 상인 ~ 범물간 도로로 불렸다.

## 연혁
- 2007년 12월 20일 : 4차순환도로(상인~범물간)민간투자시설사업 실시계획 승인[1]
- 2013년 3월 25일 : 2개 이상 구·군에 걸쳐 있는 도로로 앞산터널로를 고시[2]
- 2013년 5월 20일 : 달서구 상인동 ~ 수성구 범물동 7.94km 구간을 자동차 전용도로로 지정[3]
- 2013년 6월 3일 : 달서구 상인동 ~ 수성구 범물동 9.44km 구간 개통[4]
- 2013년 6월 15일 : 통행료 징수 개시[5]
- 2015년 4월 21일 : 범물터널 통과 구간 대형차 통행료 100원 인상[6]
- 2016년 4월 1일 : 범물터널 통과 구간 소형차 통행료 100원 인상[7]
- 2017년 4월 1일 : 앞산터널 통과 구간 소형차 통행료 100원 인상[8]
- 2018년 4월 1일 : 앞산터널 통과 구간 대형차 통행료 100원 인상[9]

## 주요 경유지
대구광역시
- 달서구 (상인동 · 도원동 · 상인동) - 달성군 가창면 - 수성구 (파동 · 지산동 · 범물동)

## 노선
- (■): 자동차 전용도로 구간

| 이름                    | 접속 노선                          | 소재지        | 소재지                           | 비고                                                              |
| 상화로와 직결           | 상화로와 직결                      | 상화로와 직결 | 상화로와 직결                    | 상화로와 직결                                                     |
| ----------------------- | ---------------------------------- | ------------- | -------------------------------- | ----------------------------------------------------------------- |
| 상인 나들목 (상인교)    | 대구광역시도 제22호선 (앞산순환로) | 대구광역시    | 달서구                           |                                                                   |
| 앞산터널                |                                    | 대구광역시    | 달서구                           | 범물 방면 연장 4,392m 상인 방면 연장 4,282m                       |
| 앞산터널                | 달성군                             | 가창면        |                                  | 범물 방면 연장 4,392m 상인 방면 연장 4,282m                       |
| 앞산터널                | 대구광역시                         | 수성구        |                                  | 범물 방면 연장 4,392m 상인 방면 연장 4,282m                       |
| 앞산 요금소 파동 요금소 | 대구광역시                         | 수성구        |                                  | 앞산 요금소는 본선 요금소 파동 요금소는 파동 나들목 이용차량 전용 |
| 파동 나들목             | 대구광역시                         | 수성구        | 대구광역시도 제11호선 (신천대로) |                                                                   |
| 파동고가교              | 대구광역시                         | 수성구        |                                  |                                                                   |
| 범물터널                | 대구광역시                         | 수성구        |                                  | 범물 방면 연장 912m 상인 방면 연장 932m                           |
| (범물육교)              | 대구광역시                         | 수성구        |                                  | 범물 방면 회차로                                                  |
| 범안로와 직결           |                                    |               |                                  |                                                                   |

## 통행료
2024년 11월 18일 기준이다. 2039년 6월 14일까지 징수할 계획이다.
| 구분                             | 경차 | 소형  | 대형  |
| -------------------------------- | ---- | ----- | ----- |
| 앞산 요금소(상인 ~ 범물 전 구간) | 600  | 1,700 | 2,400 |
| 파동A 요금소(파동 ~ 범물)        | 200  | 600   | 900   |
| 파동B,C 요금소(상인 ~ 파동)      | 400  | 1,100 | 1,500 |